# Nascar Winston Cup Series 1999

Nascar Winston Cup Series 1999 var den 51:a upplagan av den främsta divisionen av professionell stockcarracing i USA sanktionerad av National Association for Stock Car Auto Racing. 
Säsongen som bestod av 34 race startade på Daytona International Speedway med uppvisningsloppen Bud Shootout 7 februari och Gatorade 125 Qualifiers 11 februari, vilket även var slutkval till den 41:a upplagan av Daytona 500. Säsongen avslutades 21 november på Atlanta Motor Speedway med NAPA 500.  Serien vanns av Dale Jarrett i en Ford körande för Robert Yates Racing. Det var hans  första och enda titel. Ford vann märkesmästerskapet

## Tävlingskalender
| Nr | Officiellt namn                   | Bana                                                        | Datum        |
| -- | --------------------------------- | ----------------------------------------------------------- | ------------ |
| KV | Bud Shootout Qualifier            | Daytona International Speedway, Daytona Beach, Florida      | 7 februari   |
| U  | Bud Shootout                      | Daytona International Speedway, Daytona Beach, Florida      | 7 februari   |
| KV | Gatorade Twin 125 Qualifiers      | Daytona International Speedway, Daytona Beach, Florida      | 11 februari  |
| 1  | Daytona 500                       | Daytona International Speedway, Daytona Beach, Florida      | 14 februari  |
| 2  | Dura Lube/Big K 400               | North Carolina Motor Speedway, Rockingham, North Carolina   | 21 februari  |
| 3  | Las Vegas 400                     | Las Vegas Motor Speedway, Las Vegas, Nevada                 | 7 mars       |
| 4  | Cracker Barrel 500                | Atlanta Motor Speedway, Hampton, Georgia                    | 14 mars      |
| 5  | Transouth Financial 400           | Darlington Raceway, Darlington, South Carolina              | 21 mars      |
| 6  | Primestar 500                     | Texas Motor Speedway, Fort Worth, Texas                     | 28 mars      |
| 7  | Food City 500                     | Bristol International Raceway, Bristol, Tennessee           | 11 april     |
| 8  | Goody's Body Pain 500             | Martinsville Speedway, Ridgeway, Virginia                   | 18 april     |
| 9  | Diehard 500                       | Talladega Superspeedway, Talladega, Alabama                 | 25 april     |
| 10 | California 500 presented by NAPA  | California Speedway, Fontana, Kalifornien                   | 2 maj        |
| 11 | Pontiac Excitement 400            | Richmond International Raceway, Richmond, Virginia          | 15 maj       |
| U  | No Bull 25 Shootout               | Charlotte Motor Speedway, Concord, North Carolina           | 22 maj       |
| U  | Winston Open                      | Charlotte Motor Speedway, Concord, North Carolina           | 22 maj       |
| U  | The Winston                       | Charlotte Motor Speedway, Concord, North Carolina           | 22 maj       |
| 12 | Coca-Cola 600                     | Charlotte Motor Speedway, Concord, North Carolina           | 30 maj       |
| 13 | MBNA Platinum 400                 | Dover Downs International Speedway, Dover, Delaware         | 6 juni       |
| 14 | Kmart 400                         | Michigan International Speedway, Brooklyn, Michigan         | 13 juni      |
| 15 | Pocono 500                        | Pocono International Raceway, Long Pond, Pennsylvania       | 20 juni      |
| 16 | Save Mart/Kragen 350              | Sears Point Raceway, Sonoma, Kalifornien                    | 27 juni      |
| 17 | Pepsi 400                         | Daytona International Speedway, Daytona Beach, Florida      | 3 juli       |
| 18 | Jiffy Lube 300                    | New Hampshire International Speedway, Loudon, New Hampshire | 11 juli      |
| 19 | Pennsylvania 500                  | Pocono International Raceway, Long Pond, Pennsylvania       | 25 juli      |
| 20 | Brickyard 400                     | Indianapolis Motor Speedway, Speedway, Indiana              | 7 augusti    |
| 21 | Frontier at The Glen              | Watkins Glen International, Watkins Glen, New York          | 15 augusti   |
| 22 | Pepsi 400 presented by Meijer     | Michigan International Speedway, Brooklyn, Michigan         | 15 augusti   |
| 23 | Goody's Headache Powder 500       | Bristol International Raceway, Bristol, Tennessee           | 28 augusti   |
| 24 | The 50th Pepsi Southern 500       | Darlington Raceway, Darlington, South Carolina              | 5 september  |
| 25 | Exide Nascar Select Batteries 400 | Richmond International Raceway, Richmond, Virginia          | 11 september |
| 26 | Dura Lube/Kmart 300               | New Hampshire International Speedway, Loudon, New Hampshire | 19 september |
| 27 | MBNA Gold 400                     | Dover Downs International Speedway, Dover, Delaware         | 26 september |
| 28 | Napa Autocare 500                 | Martinsville Speedway, Ridgeway, Virginia                   | 3 oktober    |
| 29 | UAW-GM Quality 500                | Lowe's Motor Speedway, Concord, North Carolina              | 11 oktober   |
| 30 | Winston 500                       | Talladega Superspeedway, Talladega, Alabama                 | 17 oktober   |
| 31 | Pop Secret Microwave Popcorn 400  | North Carolina Motor Speedway, Rockingham, North Carolina   | 24 oktober   |
| 32 | Checker Auto Parts/Dura Lube 500  | Phoenix International Raceway, Phoenix, Arizona             | 7 november   |
| 33 | Pennzoil 400 presented by Kmart   | Homestead-Miami Speedway, Homestead, Florida                | 4 november   |
| 34 | NAPA 500                          | Atlanta Motor Speedway, Hampton, Georgia                    | 21 november  |

## Resultat
| Nr | Tävling                           | Pole position   | Flest ledda varv | Vinnare        | Team                     | Konstruktör | Rapport |
| -- | --------------------------------- | --------------- | ---------------- | -------------- | ------------------------ | ----------- | ------- |
| KV | Bud Shootout Qualifier            | Geoff Bodine    | Mike Skinner     | Mike Skinner   | Richard Childress Racing | Chevrolet   | Rapport |
| U  | Bud Shootout                      | Rusty Wallace   | Mark Martin      | Mark Martin    | Roush Racing             | Ford        | Rapport |
| KV | Gatorade 125 1                    | Jeff Gordon     | Jeff Gordon      | Bobby Labonte  | Joe Gibbs Racing         | Pontiac     | Rapport |
| KV | Gatorade 125 2                    | Tony Stewart    | Dale Earnhardt   | Dale Earnhardt | Richard Childress Racing | Chevrolet   | Rapport |
| 1  | Daytona 500                       | Jeff Gordon     | Rusty Wallace    | Jeff Gordon    | Hendrick Motorsports     | Chevrolet   | Rapport |
| 2  | Dura Lube/Big K 400               | Ricky Rudd      | Jeff Burton      | Mark Martin    | Roush Racing             | Ford        | Rapport |
| 3  | Las Vegas 400                     | Bobby Labonte   | Jeff Burton      | Jeff Burton    | Roush Racing             | Ford        | Rapport |
| 4  | Cracker Barrel 500                | Bobby Labonte   | Jeff Gordon      | Jeff Gordon    | Hendrick Motorsports     | Chevrolet   | Rapport |
| 5  | Transouth Financial 400           | Jeff Gordon     | Jeff Burton      | Jeff Burton    | Roush Racing             | Ford        | Rapport |
| 6  | Primestar 500                     | Kenny Irwin Jr. | Terry Labonte    | Terry Labonte  | Hendrick Motorsports     | Chevrolet   | Rapport |
| 7  | Food City 500                     | Rusty Wallace   | Rusty Wallace    | Rusty Wallace  | Penske Racing South      | Ford        | Rapport |
| 8  | Goody's Body Pain 500             | Tony Stewart    | Rusty Wallace    | John Andretti  | Petty Enterprises        | Pontiac     | Rapport |
| 9  | Diehard 500                       | Ken Schrader    | Dale Earnhardt   | Dale Earnhardt | Richard Childress Racing | Chevrolet   | Rapport |
| 10 | California 500 presented by Napa  | Jeff Burton     | Jeff Gordon      | Jeff Gordon    | Hendrick Motorsports     | Chevrolet   | Rapport |
| 11 | Pontiac Excitement 400            | Jeff Gordon     | Jeff Burton      | Dale Jarrett   | Robert Yates Racing      | Ford        | Rapport |
| U  | No Bull 25 Race 1                 | Steve Park      | Mike Skinner     | Mike Skinner   | Richard Childress Racing | Chevrolet   | Rapport |
| U  | No Bull 25 Race 2                 | Tony Stewart    | Tony Stewart     | Tony Stewart   | Joe Gibbs Racing         | Pontiac     | Rapport |
| U  | Winston Open                      | Mike Skinner    | Tony Stewart     | Tony Stewart   | Joe Gibbs Racing         | Pontiac     | Rapport |
| U  | The Winston                       | Bobby Labonte   | Jeff Gordon      | Terry Labonte  | Hendrick Motorsports     | Chevrolet   | Rapport |
| 12 | Coca-Cola 600                     | Bobby Labonte   | Jeff Burton      | Jeff Burton    | Roush Racing             | Ford        | Rapport |
| 13 | MBNA Platinum 400                 | Bobby Labonte   | Tony Stewart     | Bobby Labonte  | Joe Gibbs Racing         | Pontiac     | Rapport |
| 14 | Kmart 400                         | Jeff Gordon     | Dale Jarrett     | Dale Jarrett   | Robert Yates Racing      | Ford        | Rapport |
| 15 | Pocono 500                        | Sterling Marlin | Dale Jarrett     | Bobby Labonte  | Joe Gibbs Racing         | Pontiac     | Rapport |
| 16 | Save Mart/Kragen 350              | Jeff Gordon     | Jeff Gordon      | Jeff Gordon    | Hendrick Motorsports     | Chevrolet   | Rapport |
| 17 | Pepsi 400                         | Joe Nemechek    | Rusty Wallace    | Dale Jarrett   | Robert Yates Racing      | Ford        | Rapport |
| 18 | Jiffy Lube 300                    | Jeff Gordon     | Tony Stewart     | Jeff Burton    | Roush Racing             | Ford        | Rapport |
| 19 | Pennsylvania 500                  | Mike Skinner    | Mike Skinner     | Bobby Labonte  | Joe Gibbs Racing         | Pontiac     | Rapport |
| 20 | Brickyard 400                     | Jeff Gordon     | Dale Jarrett     | Dale Jarrett   | Robert Yates Racing      | Chevrolet   | Rapport |
| 21 | Frontier at The Glen              | Rusty Wallace   | Jeff Gordon      | Jeff Gordon    | Hendrick Motorsports     | Chevrolet   | Rapport |
| 22 | Pepsi 400 presented by Meijer     | Ward Burton     | Jeff Gordon      | Bobby Labonte  | Joe Gibbs Racing         | Pontiac     | Rapport |
| 23 | Goody's Headache Powder 500       | Tony Stewart    | Tony Stewart     | Dale Earnhardt | Richard Childress Racing | Chevrolet   | Rapport |
| 24 | The 50th Pepsi Southern 500       | Kenny Irwin Jr. | Jeff Burton      | Jeff Burton    | Roush Racing             | Ford        | Rapport |
| 25 | Exide Nascar Select Batteries 400 | Mike Skinner    | Tony Stewart     | Tony Stewart   | Joe Gibbs Racing         | Pontiac     | Rapport |
| 26 | Dura Lube/Kmart 300               | Rusty Wallace   | Rusty Wallace    | Joe Nemechek   | Team Sabco               | Chevrolet   | Rapport |
| 27 | MBNA Gold 400                     | Rusty Wallace   | Mark Martin      | Mark Martin    | Roush Racing             | Ford        | Rapport |
| 28 | Napa Autocare 500                 | Joe Nemechek    | Mike Skinner     | Jeff Gordon    | Hendrick Motorsports     | Chevrolet   | Rapport |
| 29 | UAW-GM Quality 500                | Bobby Labonte   | Bobby Labonte    | Jeff Gordon    | Hendrick Motorsports     | Chevrolet   | Rapport |
| 30 | Winston 500                       | Joe Nemechek    | Jeff Gordon      | Dale Earnhardt | Richard Childress Racing | Chevrolet   | Rapport |
| 31 | Pop Secret Microwave Popcorn 400  | Mark Martin     | Dale Jarrett     | Jeff Burton    | Roush Racing             | Ford        | Rapport |
| 32 | Checker Auto Parts/Dura Lube 500  | John Andretti   | Tony Stewart     | Tony Stewart   | Joe Gibbs Racing         | Pontiac     | Rapport |
| 33 | Pennzoil 400 presented by Kmart   | David Green     | Bobby Labonte    | Tony Stewart   | Joe Gibbs Racing         | Pontiac     | Rapport |
| 34 | Napa 500                          | Kevin Lepage    | Bobby Labonte    | Bobby Labonte  | Joe Gibbs Racing         | Pontiac     | Rapport |

## Slutställning

### Förarmästerskapet
| Plats | Förare         | Märke     | Poäng |
| ----- | -------------- | --------- | ----- |
| 1     | Dale Jarrett   | Ford      | 5262  |
| 2     | Bobby Labonte  | Pontiac   | 5061  |
| 3     | Mark Martin    | Ford      | 4943  |
| 4     | Tony Stewart   | Chevrolet | 4774  |
| 5     | Jeff Burton    | Ford      | 4733  |
| 6     | Jeff Gordon    | Chevrolet | 4620  |
| 7     | Dale Earnhardt | Chevrolet | 4492  |
| 8     | Rusty Wallace  | Ford      | 4155  |
| 9     | Ward Burton    | Ford      | 4062  |
| 10    | Mike Skinner   | Chevrolet | 4003  |

### Märkesmästerskapet
| Pos     | Tillverkare | Vinster | Poäng |
| ------- | ----------- | ------- | ----- |
| 1       | Ford        | 12      | 194   |
| 2       | Chevrolet   | 10      | 176   |
| 3       | Pontiac     | 6       | 162   |
| Källor: |             |         |       |